# Tielt-Winge
Tielt-Winge es una comuna de la región de Flandes, en la provincia de Brabante Flamenco, Bélgica. A 1 de enero de 2018 tenía una población estimada de 10 707 habitantes. El ciclista Eddy Merckx (1945-) nació en este municipio.
Se encuentra ubicada en el centro del país, cerca de Bruselas y de Lovaina —la capital de la provincia.

## Demografía

### Evolución
Todos los datos históricos relativos al actual municipio, el siguiente gráfico refleja su evolución demográfica, incluyendo municipios después de efectuada la fusión el 1 de enero de 1977.
| Gráfica de evolución demográfica de Tielt-Winge entre 1846 y 2020 |
|                                                                   |